# Nederländska Antillerna i olympiska sommarspelen 1996
Nederländska Antillerna deltog i de olympiska sommarspelen 1996 med en trupp bestående av sex deltagare, men ingen av landets deltagare erövrade någon medalj.

## Friidrott
Herrarnas längdhopp
- Ellsworth Manuel
  - Kval — NM (→ gick inte vidare)